# Herbivoor
Een herbivoor (Latijn herba: gras, kruid, plant; -vorus: etend, eter), fytofaag (Grieks phuton: gras, kruid, plant; phagein: eten) of planteneter is een organisme dat zich uitsluitend met plantaardig voedsel voedt. Dit in tegenstelling tot carnivoren, die dierlijk materiaal als voedsel gebruiken, bacterivoren die bacteriën eten, en detrivoren of afvaleters, die leven van detritus (dood organisch materiaal).

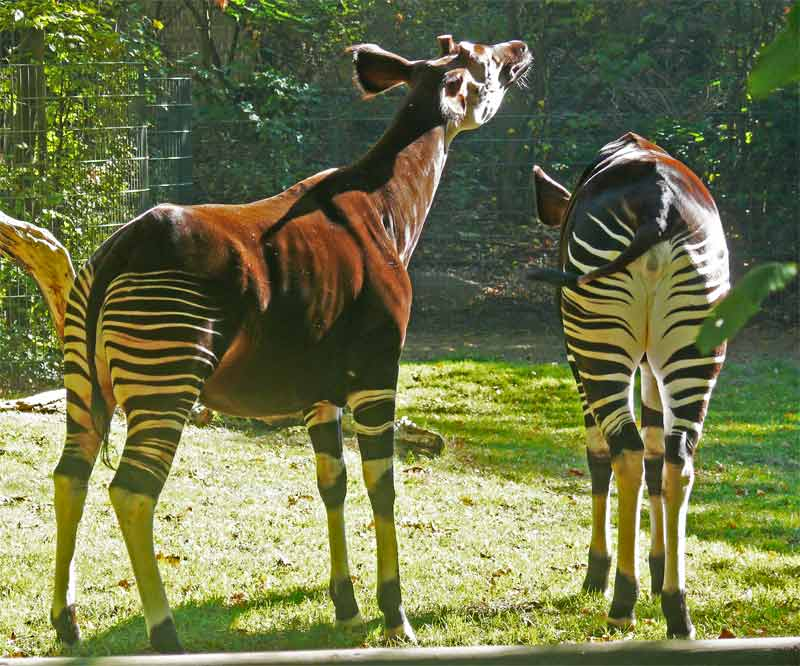
De okapi is een herbivoor

Het begrip herbivoor wordt gebruikt voor organismen die (vrijwel) uitsluitend planten, of delen van planten zoals bladeren, wortels, zaden, vruchten, bloemen, nectar, schors, hout, of plantensappen consumeren. Binnen de groep herbivoren zijn er specialisten die voornamelijk bladeren (folivoor), vruchten (frugivoor), of hout (xylofaag) eten. Wordt het menu van een herbivoor voor minstens 5% aangevuld met dierlijke voeding, dan wordt gesproken van een omnivoor.
De overeenkomst tussen herbivoren, carnivoren, bacterivoren, detrivoren en omnivoren is dat ze andere organismen consumeren; ze zijn heterotroof. Daartegenover staan autotrofe organismen (planten) die alleen anorganische materie nodig hebben om te leven.

## Voorbeelden bij enkele plantenetende diergroepen

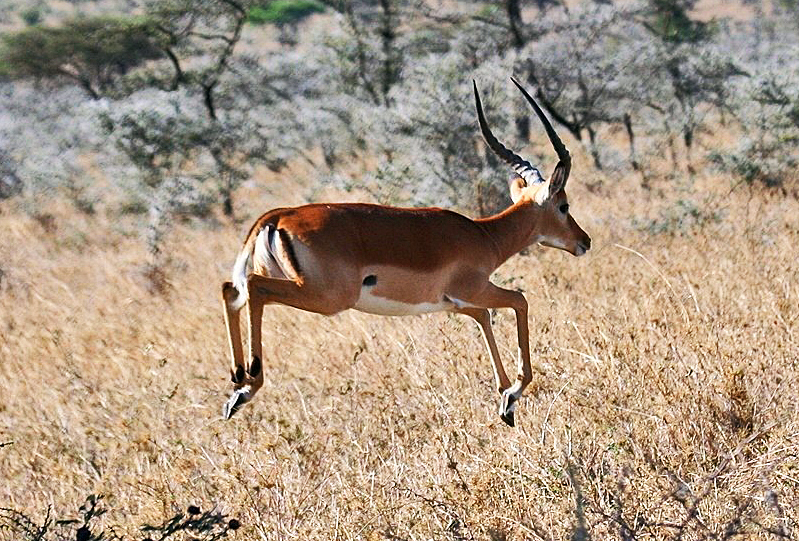
Impala op de vlucht

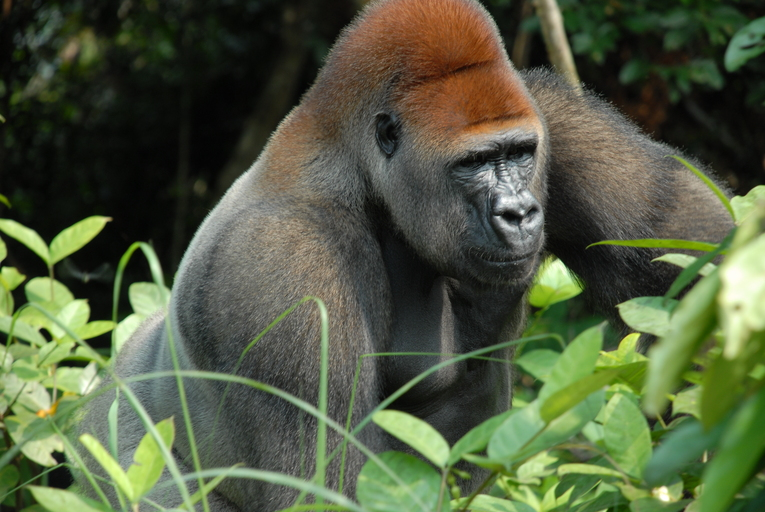
Gorilla

- Zoogdieren: bij deze groep valt het verschil tussen carnivoren en herbivoren goed te zien aan de lengte van het darmstelsel. Bij planteneters is deze veel langer dan bij vleeseters. Verder hebben herkauwers zoals runderen een aantal extra magen om de vegetatie te verteren. Alle plantenetende zoogdieren zijn overigens de eerste maanden van hun leven geen herbivoor omdat ze melk drinken bij hun moeder. Onder meer:
  - mensapen: hoofdzakelijk plantenetend met een wisselend vlezig dieet als aanvulling; chimpansees verzamelen vooral vruchten en jonge bladeren (herbivoor), maar eten ook mieren en apen; de orang-oetan is een planteneter, maar eet soms eieren, honing, termieten, en kleine gewervelde dieren; voor het dieet van de mens zie: omnivoor.
  - grote grazers: in Afrika neushoorns, antilopen, waterbok), buffel, giraffe, olifant, zebra en nijlpaard; in Europa edelhert, damhert, eland, konik, galloway, ree; in zee zeekoeien, waaronder de doejong of Indische zeekoe.
  - knaagdieren: verreweg de meeste knaagdieren zijn plantenetend, zoals cavia's en eekhoorns.
  - hazen en konijnen: hazen en konijnen zijn evenals knaagdieren plantenetend.
- Vissen: voorbeelden van plantenetende vissen zijn de zilverkarper, een echte algeneter, al is deze weleens betrapt bij het eten van zooplankton, en papegaaivissen die algen van de koraalrotsen af schrapen, waarbij soms ook brokken koraal worden verorberd.

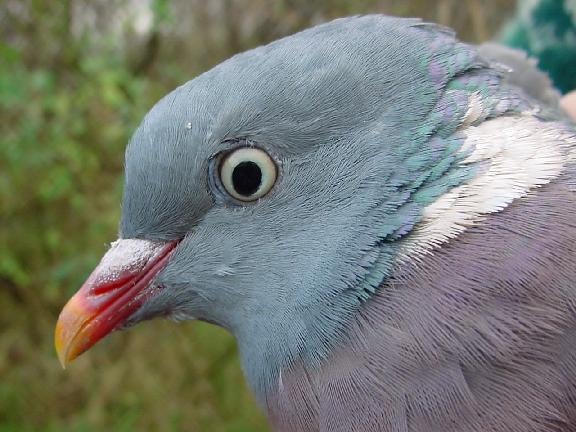
De houtduif eet zaden en bessen.

- Vogels: De houtduif eet zaden en bessen. veel eenden, zwanen en ganzen zijn typische planteneters, maar er zijn nogal wat uitzonderingen. zoals de krakeenden die ook waterinsecten eten en bergeenden die slakjes, geleedpotigen en wormen eten; de huismus, houtduif, putter, sijs, vink en kruisbek zijn zaadeters, net als de meeste volièrevogels (parkiet, kanarie); kolibries zijn nectarspecialisten; struisvogels leven van zaden, gras, vruchten en bloemen en soms insecten.
- Reptielen: de landschildpadden vormen de enige groep binnen de schildpadden die hoofdzakelijk van planten leven; binnen de hagedissen enkele soorten die uitsluitend bladeren en bloemen eten: de volwassen groene leguaan eet uitsluitend planten, al jaagt hij als juveniel op prooien; zeeleguanen op de Galapagoseilanden eten vrijwel uitsluitend zeewier.
- Amfibieën: onder de amfibieën vinden we vrijwel geen herbivoren; er is slechts één kikker (Xenohyla truncata) bekend die vrijwel uitsluitend plantaardig materiaal eet (rode vruchten); van sommige salamanders en kikkers is bekend dat de jonge larven algen eten, zoals de  alpenwatersalamander en de vinpootsalamander).

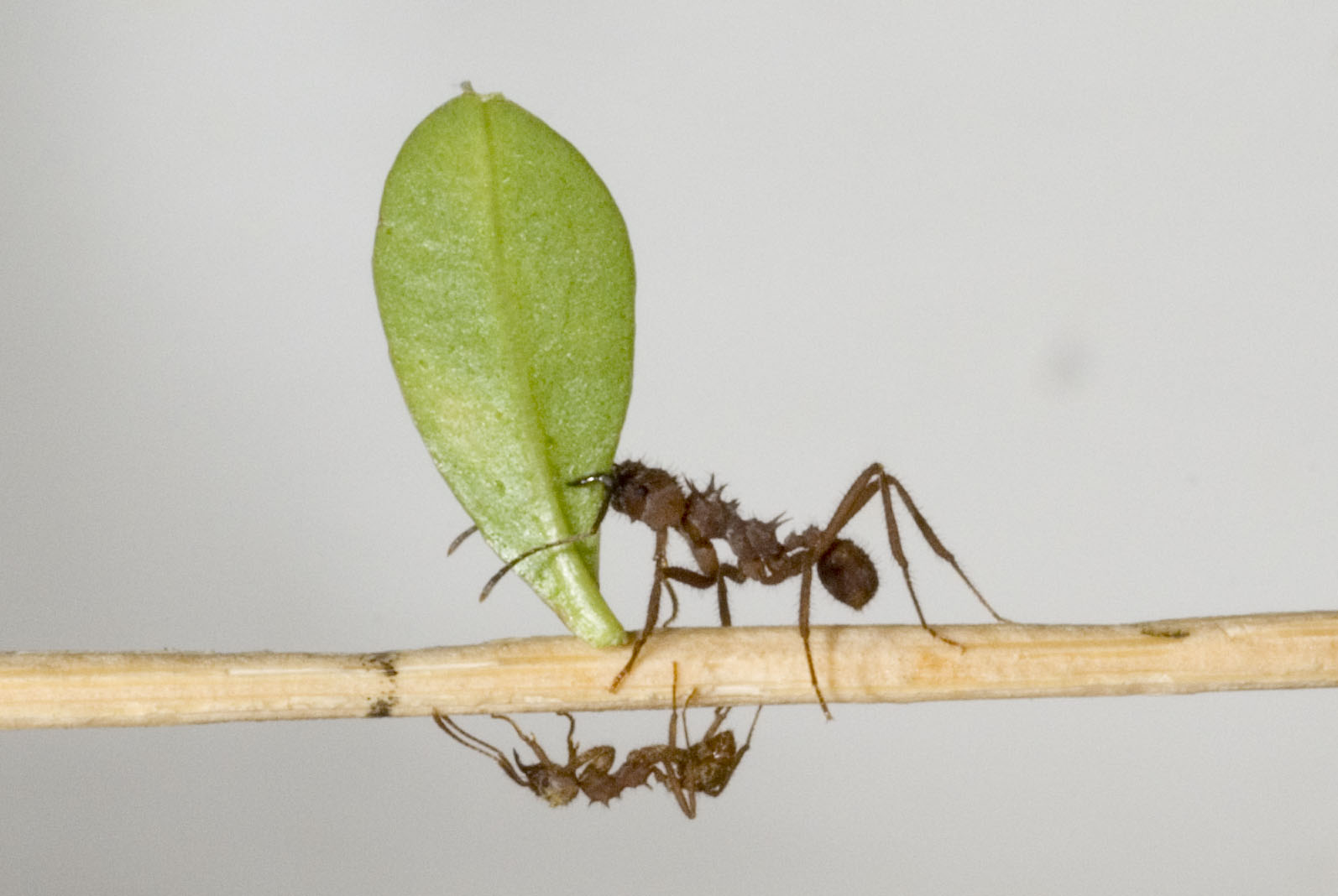
Een bladsnijdersmier (Acromyrmex octospinosus) neemt een blad mee naar zijn nest

- Geleedpotigen: binnen de insecten is naar schatting 75% plantenetend (fytofaag)[2]; veldsprinkhanen zijn bekende herbivoren; de rupsen van vlinders en bladluizen zijn bekende planteneters; onder de kevers komen ook planteneters voor: bladkevers (Chrysomelidae) leven van bladeren, voorbeelden zijn het aspergehaantje, een gevreesde asperge-etende kever, de coloradokever die zeer schadelijk voor de aardappelteelt kan zijn. De larven van de meikever (engerling) leven in de grond en knagen aan de wortels van kruiden en bomen; honingbijen en hommels consumeren plantendelen (nectar) zonder dat de plant beschadigd wordt; de enige tot nu toe bekende plantenetende spin is de Centraal-Amerikaanse spin Bagheera kiplingi die nectar van acacia's eet[3]; een bekende plantenetende mier is de bladsnijdersmier, die waarschijnlijk de meest dominante herbivoor van het Amerikaanse tropische regenwoud is.
- Weekdieren (mollusken): een bekende plantenetende slak is de tuinslak, maar veel op het land en in zee levende slakken zijn geen herbivoor.

Het kleinste plantenetende dier is de tropische mijt Brevipalpus phoenicis. Het volwassen vrouwtje is 0,3 mm lang en 0,16 mm breed. De mijt voedt zich met plantensappen van bladeren, bloemen, vruchten en stengels. De plantenetende Brontosaurus-soorten behoorden tot de grootste landdieren aller tijden. Ze konden ongeveer 4,5 m hoog, 25 m lang en 35 ton zwaar worden. Giraffen zijn met 5 m de hoogste recente herbivoren.